# Juliet Donenfeld
Juliet Donenfeld, född 31 december 2009 i Los Angeles, är en amerikansk skådespelare.
Donenfeld har bland annat medverkat i TV-serierna The Big Show Show, Better Call Saul och Gabbys dockskåp.

## Filmografi (i urval)
- 2020 – The Big Show Show (TV-serie)
- 2020–2022 – Better Call Saul (TV-serie)
- 2021–2023 – Gabbys dockskåp (TV-serie)
- 2025 – Gabbys dockskåp: Filmen